# Svatopluk Kreidl
Svatopluk Kreidl je český youtuber, dobrodruh a cestovatel. Podle přezdívky na sociálních sítích je znám jako turista_svata.
Pochází z Brna z Kohoutovic.
Od mládí je jeho vášní cestování. Ve školním věku procestoval s rodiči velkou část Evropy. Vícekrát cestoval na festival Banát. Později vykonal vlastním automobilem Seat Ibiza cesty na Kavkaz, na Ibizu, na Ukrajinu, do Íránu, až si naplánoval cestu stopem „po zemi do Austrálie“.
Stává se hostem různých podcastů. Roku 2023 byl hostem pořadu Snídaně s Novou. Na svém YouTube kanále ukazuje ovšem i rady pro začínající cestovatele.
V roce 2025 vydal prohlášení, že mu byla nalezena v těle rakovina lymfatického systému.